# Gevlekte buisaal
De gevlekte buisaal (Heteroconger hassi) is een straalvinnige vissensoort uit de familie van zeepalingen (Congridae). De wetenschappelijke naam van de soort is voor het eerst geldig gepubliceerd in 1959 door Klausewitz & Eibl-Eibesfeldt.

## Kenmerken
Het lichaam van deze gele aal is geheel overdekt met zwarte stippen. Achter de kop heeft hij donkere vlekjes. De lichaamslengte bedraagt maximaal 36 cm en het gewicht 2 kg.

## Leefwijze
Deze dieren leven met hun achterlijf begraven in de zanderige zeebodem, terwijl de voorste lichaamsdelen omhoogsteken als gracieus bewegende bloemen. Bij bedreiging of verstoring zinken de dieren in de bodem, tot het gevaar geweken is. Het zijn planktoneters, die hun prooi een voor een uit het langsstromende water plukken.

## Verspreiding en leefgebied
Deze soort komt voor in de Rode Zee tot de Grote Oceaan.